# Nikołaj Kłykow
 Nikołaj Kuźmicz Kłykow, ros. Николай Кузьмич Клыков (ur. 12 listopada?/24 listopada 1888 w Borowsku, zm. 29 kwietnia 1968 w Moskwie) – radziecki wojskowy, generał porucznik.

## Życiorys
Urodził się w mieście Borowsk (obwód kałuski), w rodzinie robotniczej. Po ukończeniu szkoły pracował w Moskwie jako robotnik.
Po wybuchu I wojny światowej w 1914 roku powołany do armii rosyjskiej i jako szeregowy został skierowany na Front Zachodni, w maju 1915 został skierowany do szkoły chorążych Frontu Zachodniego, po ukończeniu której został skierowany do 493 pułku piechoty 124 Dywizji Piechoty. W składzie tego pułku brał udział w walkach na Froncie Zachodnim, Północno-Zachodnim i Rumuńskim, będąc kolejno dowódcą plutonu, kompanii i pomocnikiem dowódcy pułku, osiągając stopień sztabskapitana.
W marcu 1918 roku po powrocie pułku z frontu, zwolniony ze służby pracował ponownie jako robotnik. Od września do października 1918 roku był szefem grupy oddziału zaopatrzenia w zboże Moskiewskiej Rady Miejskiej.
W końcu październiku 1918 roku wstąpił na ochotnika do Armii Czerwonej i został dowódcą kompanii w 41 rezerwowym pułku. Następnie skierowany został na Front Zachodni wojny domowej do 14 pułku strzeleckiego 2 brygady Międzynarodowej Dywizji Łotewskiej Armii Radzieckiej, gdzie był pomocnikiem dowódcy tego pułku. W składzie tego pułku brał udział w walkach z oddziałami białogwardyjskimi, niemieckimi oraz oddziałami łotewskimi i estońskimi. W czerwcu 1919 roku został dowódcą 35 pułku strzeleckiego, a następnie w maju 1920 dowódca 12 Brygady Strzeleckiej. Cały czas brał udział w walkach na Froncie Zachodnim oraz uczestniczył jak dowódca brygady w składzie 4 Dywizji Strzeleckiej 15 Armii w wojnie polsko-bolszewickiej w 1920 roku. W marcu 1921 roku w składzie samodzielnej dywizji Południowej Grupy Wojsk wziął udział w tłumieniu powstania w Kronsztadzie.
Po zakończeniu działań bojowych wojny domowej, w kwietniu 1922 roku został dowódcą 94 pułku strzeleckiego 11 Piotrogradzkiej Dywizji Strzeleckiej,  a w lipcu 1922 – 31 pułku strzeleckiego. Będąc dowódcą tego pułku w 1926 roku ukończył kurs „Wystriał” dla dowódców Armii Czerwonej. W marcu 1928 roku został pomocnikiem dowódcy 14 Moskiewskiej Dywizji Strzeleckiej. W 1929 roku ukończył wyższy kurs dowódców w Akademii Wojskowej im. Frunzego, po czym w marcu 1930 roku został komendantem Moskwy, a w listopadzie szefem 5 wydziału (wyszkolenia bojowego) sztabu Moskiewskiego Okręgu Wojskowego. Od marca 1931 roku był dowódcą i komisarz wojskowy 18 Jarosławskiej Dywizji Strzeleckiej, pełnił tę funkcję do 1935 roku. W związku ze stanem zdrowia w latach 1935–1936 był w dyspozycji dowództwa Armii Czerwonej nie pełniąc żadnych funkcji. W kwietniu 1936 roku został wyznaczony na wojskowego komendanta 1 Moskiewskiego Uniwersytetu Państwowego, po czym sierpniu 1936 roku został dowódcą korpusu szkół wojskowych Moskiewskiego Okręgu Wojskowego, a w maju 1938 roku został pomocnikiem do spraw szkolenia dowódcy Moskiewskiego Okręgu Wojskowego i funkcję tę pełnił do ataku Niemiec na ZSRR.
W dniu 16 lipca 1941 roku został dowódcą 32 Armii wchodzącej w skład Frontu Armii Rezerwowych, a następnie Możajskiej Linii Obrony. W dniu 23 sierpnia 1941 roku został dowódcą 52 Armii, która jako samodzielna armia broniła prawego brzegu rzeki Wołchow, a następnie wzięła udział w operacji tichwińskiej.
W styczniu 1942 roku został dowódcą 2 Armii Uderzeniowej, która wzięła udział w ofensywie lubańskiej. Armia po przełamaniu linii frontu, weszła na tyły wojsk niemieckich, gdzie jednak została otoczona. W związku z tym w kwietniu 1942 roku został on odwołany ze stanowiska, a jego miejsce zajął gen. A. Własow, który jednak nie zdołał wyprowadzić armii z okrążenia i sam dostał się do niewoli. W związku z tym w czerwcu 1942 roku odtworzono 2 Armię Uderzeniową, a jej dowódca ponownie został N. Kłykow. Ta odtworzona armia wzięła udział w kolejnej próbie odblokowania Leningradu w operacji siniawińskiej, która i tym razem zakończyła się klęską. W związku z tym w grudniu 1942 roku został on odwołany ze stanowiska dowódcy armii i został pomocnikiem dowódcy Frontu Wołochowskiego do spraw formowania i mobilizacji i funkcję tę pełnił do marca 1943 roku.
W lipcu 1943 roku został mianowany zastępcą dowódcy wojsk Moskiewskiego Okręgu Wojskowego, a następnie w kwietniu 1944 roku został dowódcą Północnokaukaskiego Okręgu Wojskowego i funkcję tę pełnił do maja 1945 roku.
W grudniu 1945 roku ze względu na stan zdrowia przeniesiony do rezerwy.
Zmarł w Moskwie, pochowany został na cmentarzu Wagańskim.

## Awanse
- komdiw (rozkaz nr 756/п z dnia 21.04.1936)
- generał porucznik (rozkaz nr 945 z dnia 04.06.1940)

## Odznaczenia
- Order Lenina (dwukrotnie)
- Order Czerwonego Sztandaru (czterokrotnie - ?; ?; ?; 01.04.1943[1])
- Order Suworowa II st.
- Order Św. Stanisława II st. z mieczami
- Order Św. Stanisława III st. z mieczami
- Medal „Za obronę Leningradu” (16.08.1943[2])
- Medal „Za obronę Moskwy” (17.09.1944[3])
- Medal jubileuszowy „XX lat Robotniczo-Chłopskiej Armii Czerwonej”